# Diabetes Fonds
Het Diabetes Fonds is een Nederlandse stichting die zich actief inzet om diabetes mellitus en daardoor veroorzaakte complicaties te voorkomen en te genezen. Ook draagt het Diabetes Fonds bij aan een betere kwaliteit van leven voor mensen met diabetes. Daarvoor stimuleert en financiert het Diabetes Fonds het overgrote deel van het Nederlandse wetenschappelijke onderzoek naar betere behandelmethodes van diabetes en de complicaties, betere zorg en begeleiding van mensen met diabetes en naar manieren om diabetes te voorkomen en te genezen. Zo financiert het Diabetes Fonds bijvoorbeeld de officiële voedingsrichtlijn voor mensen met diabetes.
Het Diabetes Fonds is opgericht in 1978. De eerste landelijke diabetescollecte was in 1982. Sindsdien zijn diverse wetenschappelijke doorbraken bereikt met internationale impact, die de opsporing en behandeling van diabetes hebben verbeterd en die ook bijdragen aan genezende therapieën in de toekomst
De inkomsten van het Diabetes Fonds komen enkel van giften, zoals die uit de jaarlijkse collecte, speciale acties, erfenissen en enkele sponsors (zoals de VriendenLoterij). Ook dragen andere organisaties geregeld bij in de vorm van diensten tegen gereduceerd tarief voor goede doel. Een beperkt deel van de inkomsten gaat naar voorlichting over diabetes, gebaseerd op de actuele stand van zaken in wetenschappelijk onderzoek. Het fonds ontvangt geen subsidie van de overheid. 
Het Diabetes Fonds is bij het grote publiek voornamelijk bekend door de jaarlijkse collecte in de laatste week van oktober en door campagnes, onder andere op nationale radio- en televisiezenders en sociale media.